# 1925 Franklin-Adams
1925 Franklin-Adams este un asteroid din centura principală, descoperit pe 9 septembrie 1934 de Hendrik van Gent.